# کوین لیما
کوین لیما (انگلیسی: Kevin Lima؛ زادهٔ ۱۹۶۲ (۶۲–۶۳ سال)) کارگردان اهل ایالات متحده آمریکا است. وی از سال ۱۹۸۷ میلادی تاکنون مشغول فعالیت بوده‌است.
از فیلم‌هایی که وی کارگردانی کرده است، می‌توان به ۱۰۲ سگ خالدار اشاره نمود.